# Poduszka berlińska

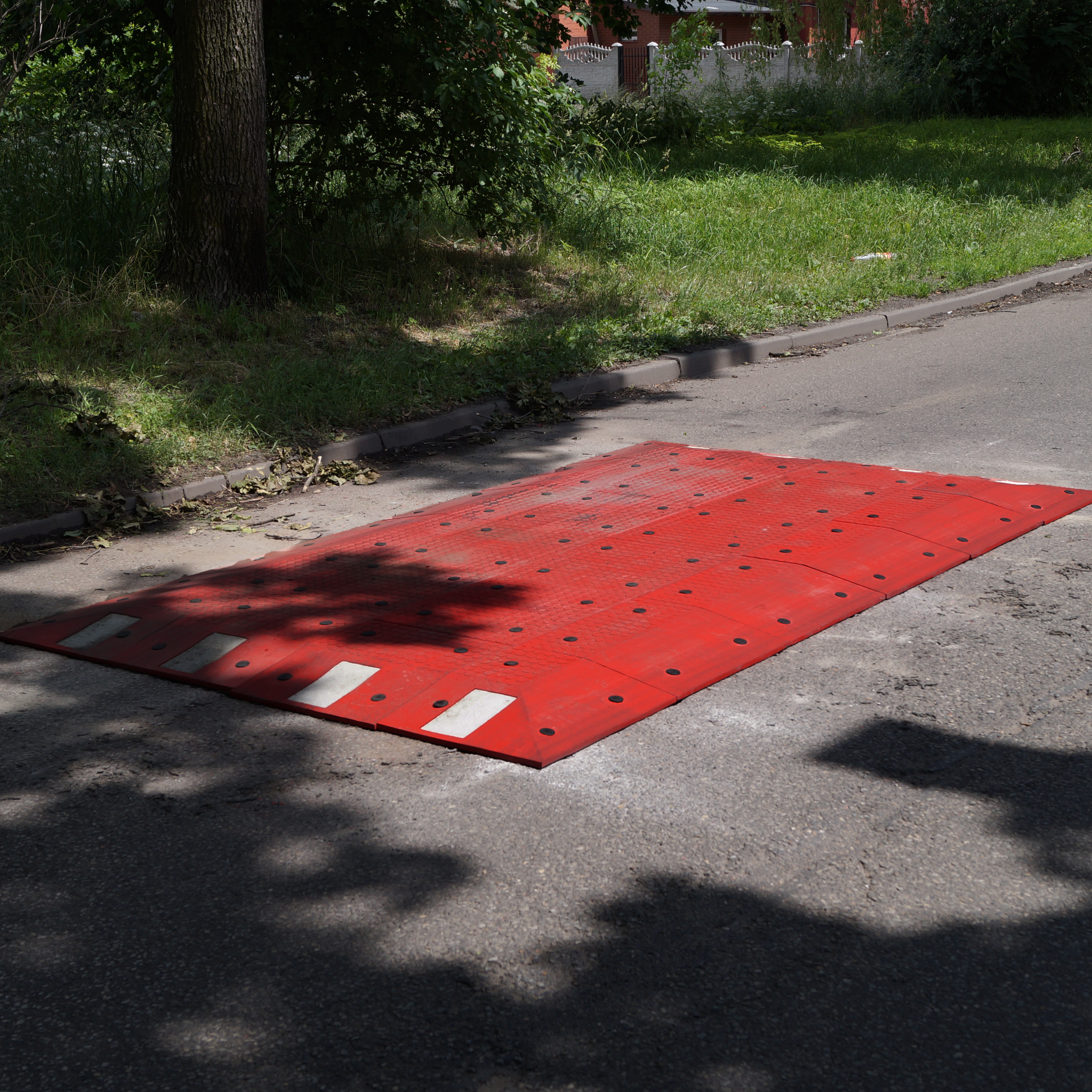
Próg wyspowy 2 metrowy PZP-2 wykonany z tworzywa sztucznego PVC

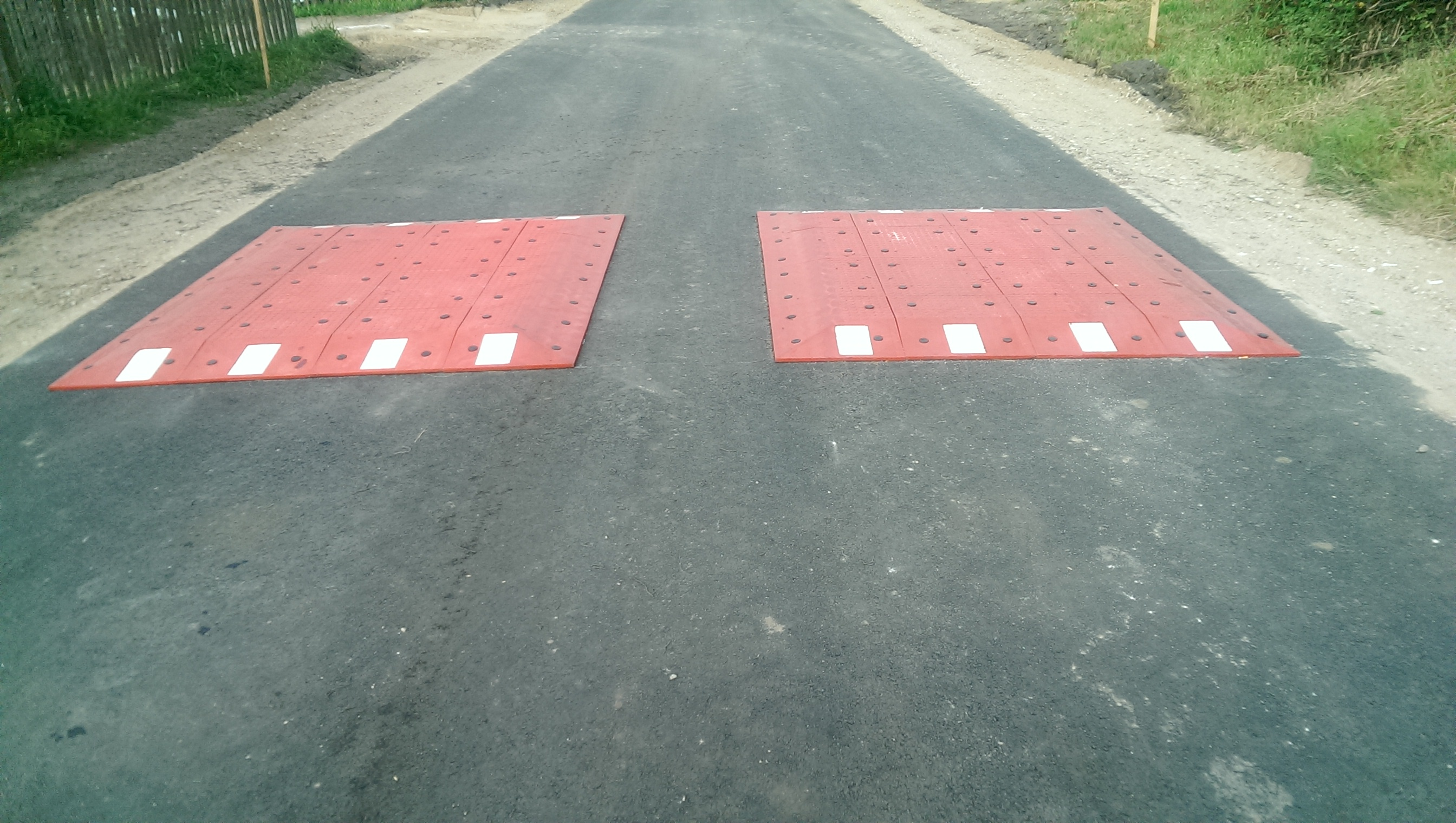
Progi wyspowe wykonane z tworzywa sztucznego PVC

Poduszka berlińska (wyspowy próg spowalniający) – rodzaj progu spowalniającego (najczęściej produkowanego z tworzywa sztucznego PVC) stworzonego, by ograniczać prędkość samochodów osobowych jednocześnie, nie zakłócając ruchu pozostałych użytkowników drogi. Aby spełniać te wymagania, poduszka jest na tyle wąska, by rowerzyści mogli przejechać z jej prawej strony i by autobusy mogły nad nią przejechać, nie najeżdżając żadnym z kół, jednak na tyle szeroka, by samochody osobowe musiały na nią najechać kołami przynajmniej z jednej strony. 
Poduszki berlińskie, podobnie jak inne środki uspokojenia ruchu, stosowane są w strefach znacznego ograniczenia prędkości, na drogach wewnątrzosiedlowych czy w bezpośrednim sąsiedztwie szkół i przedszkoli, czy przejść dla pieszych. Ze względu na swoje parametry są często stosowane na ulicach z komunikacją miejską.
Zwane są „berlińskimi” ze względu na to, że po raz pierwszy zastosowano je w Berlinie, gdzie na blisko 70% ulic obowiązuje ograniczenie prędkości do 30 km/h.